# Модулі ріманової поверхні
Модулі ріманової поверхні — чисельні характеристики (параметри), одні й ті самі для всіх конформно еквівалентних ріманових поверхонь, що разом характеризують конформний клас еквівалентності даної ріманової поверхні.

## Мотивація
Необхідною умовою конформної еквівалентності двох плоских областей є однакова зв'язність цих областей. Відповідно до теореми Рімана всі однозв'язні області з більш ніж однією граничною точкою конформно еквівалентні одна одній: кожну таку область можна конформно відобразити на одну й ту саму канонічну область, якою зазвичай розглядають одиничне коло. Для областей зв'язності {\displaystyle n}, {\displaystyle n>2}, точного еквівалента теореми Рімана не існує: не можна вказати якусь фіксовану область, на яку можна однолисто і конформно відобразити всі області даного порядку зв'язності. Це привело до гнучкішого визначення канонічної {\displaystyle n}-зв'язної області, що вказує на загальну геометричну структуру цієї області, але не фіксує її модулів.

## Приклади
- Конформні класи компактних ріманових поверхонь роду {\displaystyle g>1} характеризуються {\displaystyle 6g-6} дійсними модулями;
- тор ({\displaystyle g=1}) характеризується двома модулями;
- {\displaystyle n}-зв'язна плоска область, що розглядається як ріманова поверхня з краєм, при {\displaystyle n>3} характеризується {\displaystyle 3n-6} модулями;
- кожну двозв'язну область {\displaystyle D} площини {\displaystyle z} з невиродженими граничними континуумами можна конформно відобразити на деяке кругове кільце

{\displaystyle r<|z|<R}, {\displaystyle 0<r<R<\infty } .
Відношення {\displaystyle R/r} радіусів граничних кіл цього кільця є конформним інваріантом і називається модулем двозв'язної області {\displaystyle D}.